# Parafia Zwiastowania Pańskiego w Bieniowicach
Parafia Zwiastowania Pańskiego w Bieniowicach – parafia rzymskokatolicka w dekanacie prochowickim w diecezji legnickiej.

## Obszar parafii
Miejscowości należące do parafii: Bieniowice, Miłogostowice, Pątnów Legnicki, Szczytniki.